# توماس دبليو. بارتلي
توماس دبليو. بارتلي هو محامي وقاضي وسياسي أمريكي، ولد في 11 فبراير 1812 في مقاطعة جفرسون في الولايات المتحدة، وتوفي في 20 يونيو 1885 في واشنطن العاصمة في الولايات المتحدة. نشط حزبياً في الحزب الديمقراطي.

## مناصب
- انتخب عضو مجلس ولاية أوهايو  [لغات أخرى]‏ (1841 – 1845).
- انتخب وكيل وزارة العدل الأميركية.
- انتخب حاكم ولاية أوهايو [الإنجليزية]‏ (15 أبريل 1844 – 3 ديسمبر 1844).
- انتخب عضو مجلس نواب أوهايو  [لغات أخرى]‏ (1839 – 1841).